# فريكست

موقع فرنسا في الاتحاد الأوروبي

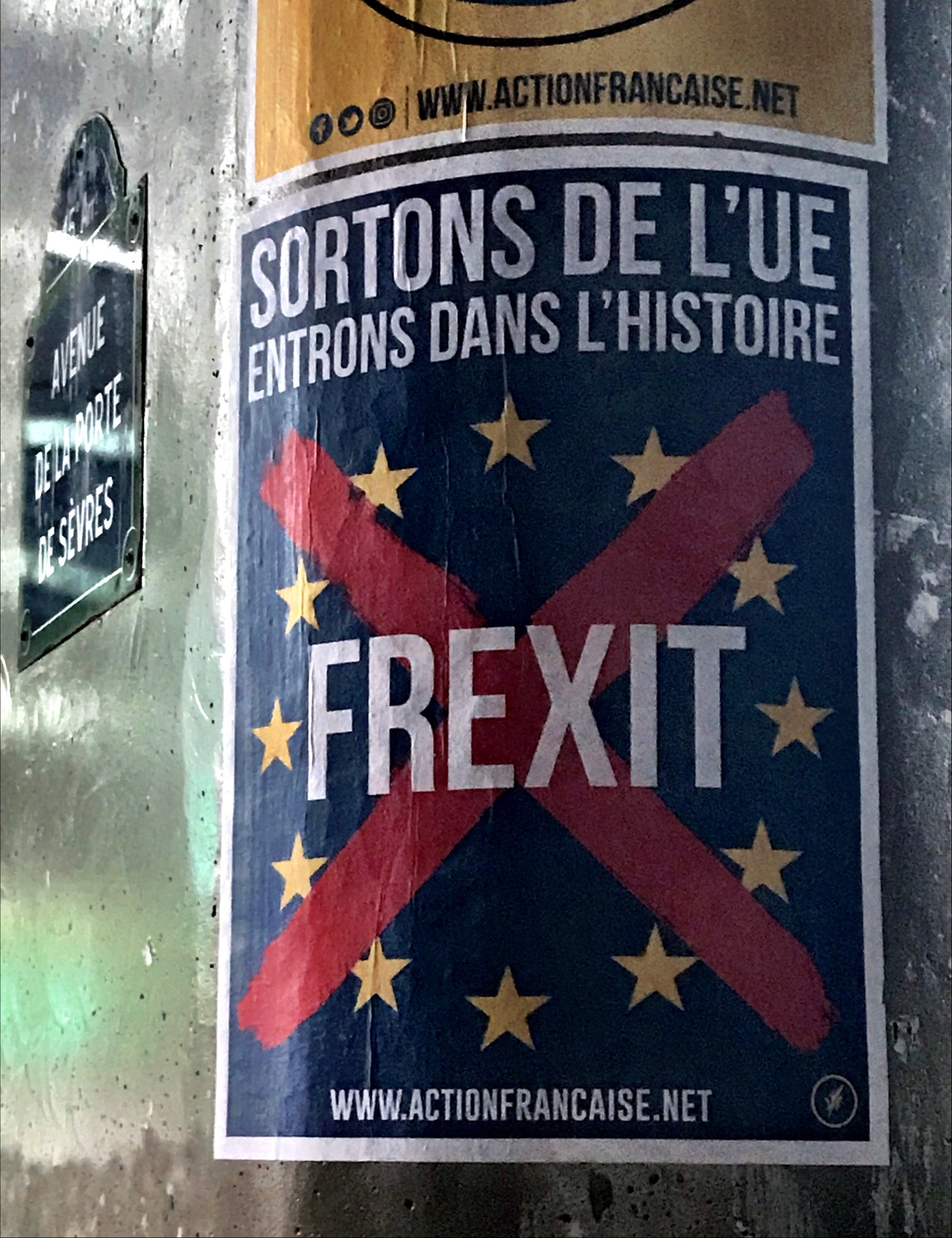
ملصق حملة انتخابية من قبل الحركة الفرنسية يُروّج للفريكست

فريكست (بالفرنسية: Frexit)‏ هو الانسحاب الفرنسي الافتراضي من الاتحاد الأوروبي. المصطلح مشابه للبريكست، والذي يدل على مغادرة المملكة المتحدة للاتحاد الأوروبي. تم استخدام المصطلح في الغالب خلال الحملة التي سبقت الانتخابات الرئاسية الفرنسية لعام 2017.
أظهر استطلاع أجراه مركز بيو للأبحاث في يونيو 2016، قبل استفتاء بقاء المملكة المتحدة ضمن الاتحاد الأوروبي 2016، أن فرنسا لديها وجهة نظر سلبية بنسبة 61٪ تجاه الاتحاد الأوروبي، وتأتي في المرتبة الثانية بعد اليونان بنسبة 71٪، والمملكة المتحدة بنسبة 48٪. ومع ذلك، عندما سُئلوا عن خروج فعلي من الاتحاد الأوروبي، أراد 45٪ من الفرنسيين البقاء في الكتلة بينما أعرب 33٪ عن رغبتهم في المغادرة. ارتفع الرقم لصالح البقاء إلى 60٪ في استطلاع لاحق في عام 2019.
تم إجراء استفتاء بقاء المملكة المتحدة ضمن الاتحاد الأوروبي في 23 يونيو 2016، والذي نتج عنه 51.9٪ من الأصوات لصالح الخروج من الاتحاد الأوروبي، خلال الحملة الانتخابية التي سبقت إلى الانتخابات الرئاسية الفرنسية لعام 2017. بعد نتيجة الاستفتاء، وعدت زعيمة التجمع الوطني مارين لوبان بإجراء استفتاء فرنسي على عضوية الاتحاد الأوروبي في حال فازت في الانتخابات الرئاسية. التقى الرئيس السابق فرانسوا أولاند بالسياسيين بما في ذلك لوبان في أعقاب التصويت، ورفض اقتراحها بإجراء استفتاء. كما دعا نيكولا دوبون إينيون، مرشح حزب انهضي فرنسا، سنة 2017 إلى إجراء استفتاء. وبدلاً من ذلك، دعا الاتحاد الجمهوري الشعبي بزعامة فرانسوا أسلينو إلى انسحاب أحادي الجانب من الاتحاد الأوروبي باستخدام المادة 50 من معاهدة لشبونة.
في استخدام مبكر لمصطلح فريكست، قالت لوبان: «فقط نادني بالسيدة فريكسيت» في مقابلة مع تلفزيون بلومبيرج أجرتها مع الصحفية كارولين كونان في 23 يونيو 2015، قبل عام واحد من استفتاء خروج بريطانيا من الاتحاد الأوروبي في يونيو 2016. في مقابلة مع هيئة الإذاعة البريطانية في يناير 2018، اتفق رئيس فرنسا إيمانويل ماكرون مع أندرو مار على أن الشعب الفرنسي يشعر بالقدر نفسه من الإحباط تجاه العولمة، وإذا تم تقديم إجابة بسيطة بنعم أو لا على مثل هذا السؤال المعقد، سيصوتون «على الأرجح» لصالح فريكست في الظروف نفسها.
في أغسطس 2019، اعتبرت مديرة تحرير لو موند، سيلفي كوفمان، بأن «خروج بريطانيا من الاتحاد الأوروبي جعل فريكست مستحيلًا»، وأن لوبان «لم تعد تجرؤ على دفع حجتها بشأن فريكست» بحلول موعد الانتخابات الرئاسية لعام 2017.

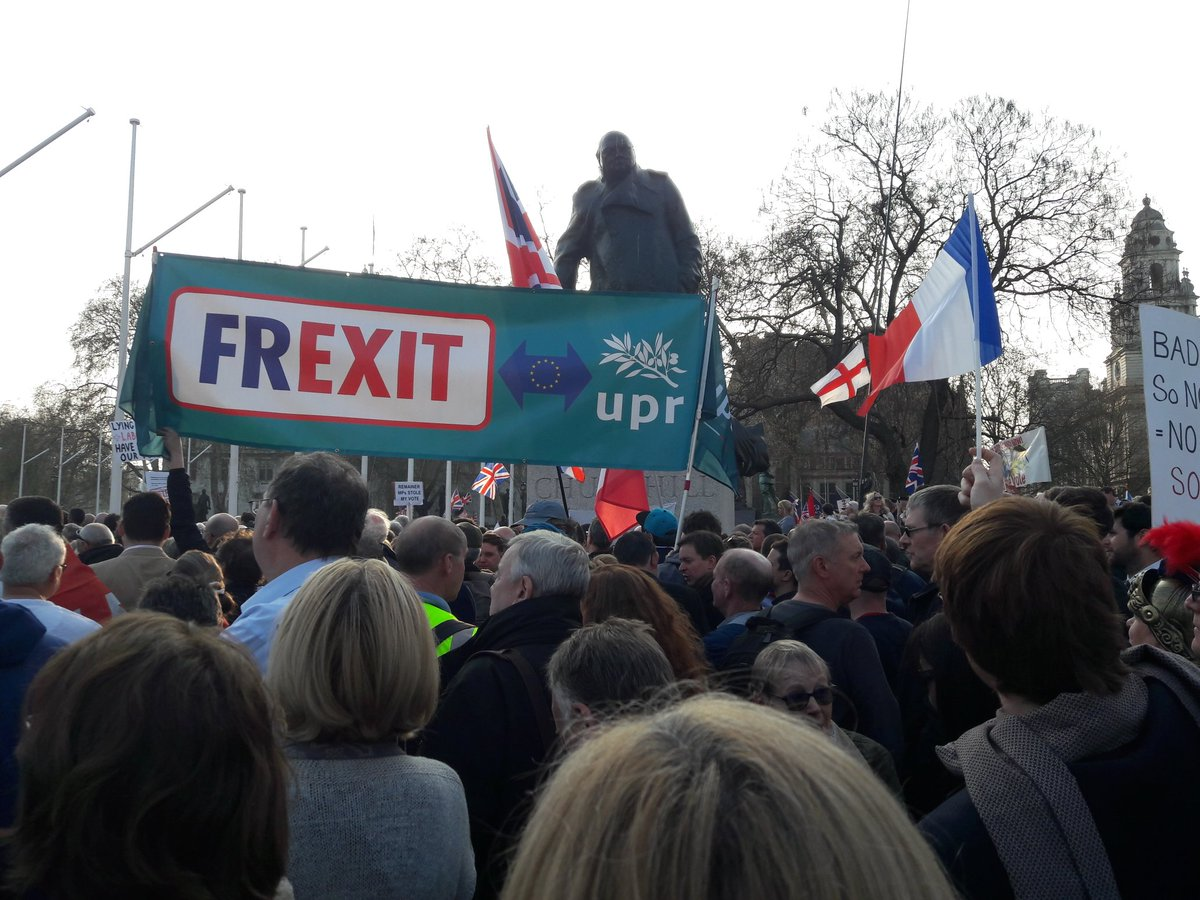
تجمع نشطاء داعمين للفريكست (الاتحاد الجمهوري الشعبي) في ساحة البرلمان في لندن في 29 مارس 2019 لدعم خروج بريطانيا من الاتحاد الأوروبي

في عام 2022، قال المرشح الرئاسي الفرنسي إريك زمور إن فريكست لن يحدث لأن «فرنسا ليست إنجلترا، لسبب واحد، انتصرت إنجلترا في جميع حروبها على مدى القرنين الماضيين وخسرنا حروبنا جميعًا. هذا يعني أننا لا نثق في أنفسنا بنفس القدر».

## الدراسات الاستقصائية
في يناير 2019، أجرت المؤسسة الفرنسية للرأي العام استطلاعًا حول العديد من الأسئلة التي قد تُطرح في حالة تطبيق استفتاء مبادرة المواطنين في فرنسا. أحد هذه الأسئلة يتعلق بخروج فرنسا من الاتحاد الأوروبي. وكانت النتيجة أن 60٪ عارضوا ذلك.